# Neopanorpa infuscata
Neopanorpa infuscata är en näbbsländeart som beskrevs av Banks 1931. Neopanorpa infuscata ingår i släktet Neopanorpa och familjen skorpionsländor. Inga underarter finns listade i Catalogue of Life.